# Qiemo Airport
Qiemo Airport är en flygplats i Kina. Den ligger i den autonoma regionen Xinjiang, i den nordvästra delen av landet, omkring 650 kilometer söder om regionhuvudstaden Ürümqi.
Trakten runt Qiemo Airport är nära nog obefolkad, med mindre än två invånare per kvadratkilometer. Närmaste större samhälle är Qiemo, 1,7 km söder om Qiemo Airport. Trakten runt Qiemo Airport är ofruktbar med lite eller ingen växtlighet.
Genomsnittlig årsnederbörd är 47 millimeter. Den regnigaste månaden är juni, med i genomsnitt 12 mm nederbörd, och den torraste är oktober, med 1 mm nederbörd.